# Harjuntakanen (sjö i Rautavaara, Norra Savolax)
Harjuntakanen är en sjö i kommunen Rautavaara i landskapet Norra Savolax i Finland. Sjön ligger 144,8 meter över havet. Den är 11,9 meter djup. Arean är 56 hektar och strandlinjen är 7,34 kilometer lång. Sjön  ingår i Vuoksens huvudavrinningsområde.   Den ligger omkring 74 kilometer norr om Kuopio och omkring 410 kilometer norr om Helsingfors. 
I sjön finns ön Aarresaari. 